# Aquiles Alvarez
Aquiles David Alvarez Henriques (Guayaquil, 12 de abril de 1984) es un exdirigente deportivo, político y empresario ecuatoriano relacionado al sector de hidrocarburos, alcalde de Guayaquil desde el 14 de mayo de 2023. Fue dirigente del equipo de fútbol Barcelona Sporting Club y Del Movimiento Revolucion Ciudadana

## Biografía
Aquiles David Alvarez Henriques nació el 12 de abril de 1984, en la ciudad ecuatoriana de Guayaquil. Hijo primogénito del ingeniero comercial y empresario Aquiles Roberto Álvarez Elinan y de Gioconda Henriques Aycart. Su abuelo paterno fue Aquiles Álvarez Lértora, presidente del Barcelona S. C. entre 1971 a 1971 y embajador en México en 1996.
En su juventud, se trasladó junto a sus hermanos a vivir a Estados Unidos; ahí continuó la secundaria en el Doral Academy Preparatory School, en Miami. 
En 2004 su padre muere a causa de un infarto al corazón. Aquiles regresó a Ecuador y se graduó de Bachiller en Ciencias Sociales en la Unidad Educativa Julio Ayón. Inició su carrera en ciencias políticas en la Universidad Casa Grande, aunque no pudo culminarla. Está casado, y tiene tres hijos; pertenece a la Iglesia cristiana evangélica.

## Vida profesional
Tras su paso por la Universidad Casa Grande, regresó a Estados Unidos. Allí trabajó como mesero y repartidor de pizzas para solventar su vida en ese país.
Posteriormente retornó a Ecuador con el objetivo de emprender, y funda dos compañías dedicadas a la comercialización de combustible.

### Barcelona S.C.
En el equipo de fútbol ecuatoriano Barcelona Sporting Club, fue miembro del directorio y presidente de la comisión de fútbol de Barcelona Sporting Club, desde el 15 de octubre de 2015 hasta el 10 de diciembre de 2018. Posterior a ese periodo, en 2019, hace binomio con el exfutbolista Carlos Alfaro Moreno para las nuevas elecciones de la dirigencia torera, las cuales ganaron y se posesionaron el 3 de diciembre del mismo año.
Durante su paso por la vicepresidencia de Barcelona, Álvarez también fue objeto de atención por haber tenido intercambios verbales agresivos con periodistas y otros dirigentes.

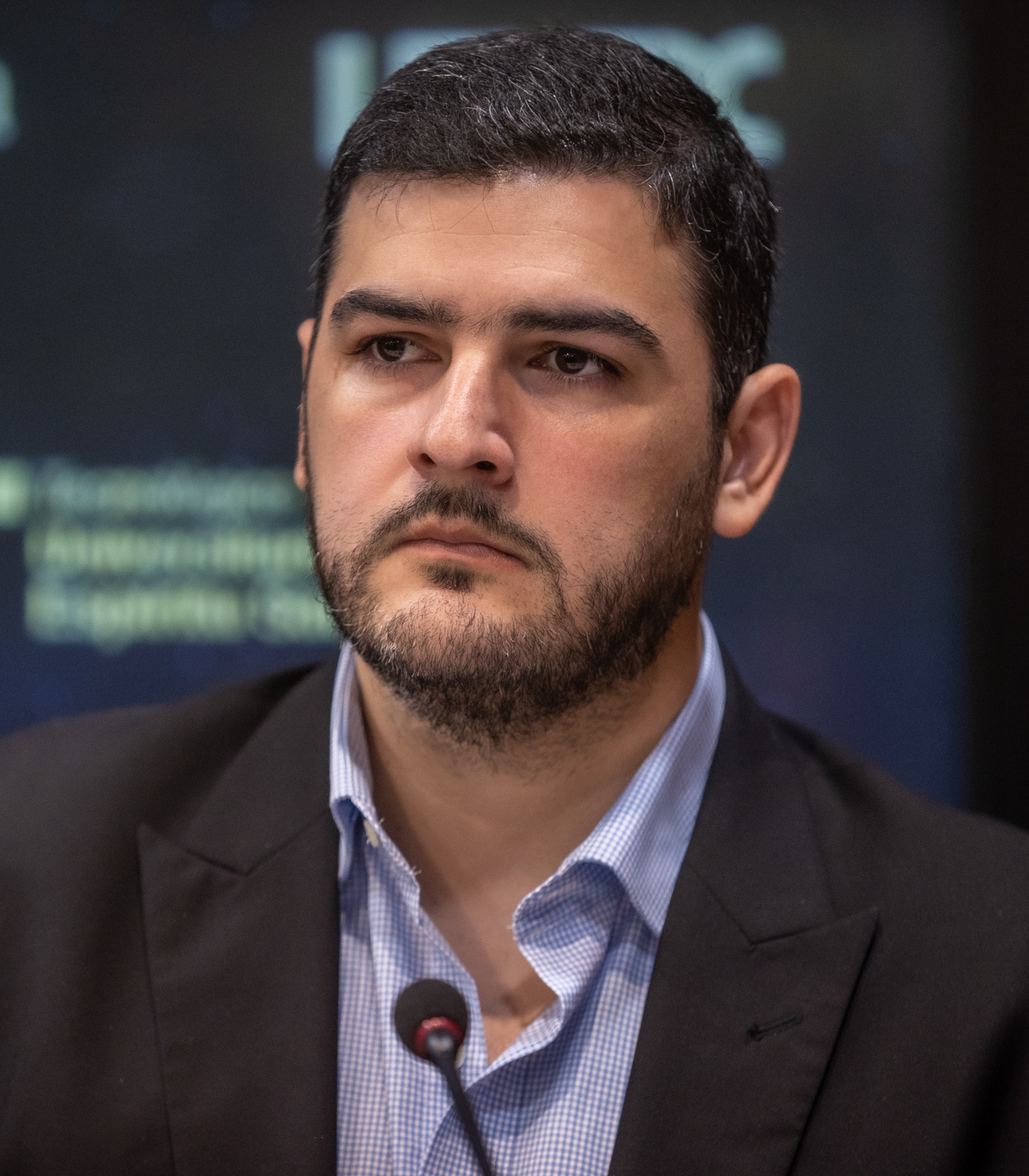
Alvarez en febrero de 2022.

El 16 de junio del 2022, Álvarez, en rueda de prensa desde el Estadio Monumental, anunció su retiro como vicepresidente del equipo del Astillero, para postular a la alcaldía de Guayaquil.

## Vida política

### Candidatura a la alcaldía de Guayaquil
En agosto de 2022, fue elegido como precandidato por el movimiento político Revolución Ciudadana, para ocupar la Alcaldía de Guayaquil, en las elecciones seccionales de 2023. En septiembre de 2022, fue inscrita su candidatura. Entre sus propuestas estuvo un plan de seguridad que consistía en "reprimir los delitos ya cometidos, sino de anticiparse a los que están por cometerse."
Tras las elecciones de 2023 fue elegido como el virtual alcalde de Guayaquil por liderar el escrutinio de la votación con el 39.87 % de los votos. Su victoria marcó el fin de más de tres décadas de administración municipal por parte del Partido Social Cristiano.

### Alcalde de Guayaquil
El 14 de mayo de 2023, cuando Cynthia Viteri dejó la alcaldía, se llevó a cabo el cambio de mando para dar paso a la posesión de Álvarez como alcalde de Guayaquil; convirtiéndose en el primer alcalde del correísmo en la ciudad. En su discurso de posesión, anunció que su gestión se centraría en temas como seguridad, movilidad y recuperación de espacios públicos.
A pocos días de su posesión, su equipo de prensa dio a conocer que su apellido no tilda, siendo esto un pedido peculiar del nuevo burgomaestre guayaquileño.
Durante los primeros meses de su administración, el equipo municipal reportó deficiencias en infraestructura, deudas pendientes con contratistas y fallas en los servicios públicos.
En junio de 2025, anunció la inauguración de la Troncal 4 del sistema Metrovía, una nueva línea de transporte que conectaría el suroeste de la ciudad con el centro y el norte.